# SKA Minsk
SKA Minsk é um clube de handebol de Minsk, Bielorrússia. O clube foi fundado em 1975, competindo inicialmente na liga local. Foi  campeão europeu por três vezes.

## Títulos

### EHF
- 1987, 1989, 1990

### Liga Bielorrussa
- 11 vezes: 1993, 1994, 1995, 1996, 1997. 1998, 1999, 2000, 2001, 2002, 2003

## Ligações Externas
- Sítio Oficial
- página na EHF